# A Beautiful Planet
A Beautiful Planet è un film documentario del 2016 diretto da Toni Myers.
La pellicola ritrae il pianeta Terra attraverso una serie di filmati IMAX.

## Trama
Il film esamina alcune delle routine giornaliere degli astronauti, ognuno dei quali rappresenta la propria rispettiva agenzia spaziale: NASA, Roscosmos, ESA e JAXA. Questo equipaggio multinazionale vive e lavora sulla ISS, divenuta, ormai, un simbolo di alta tecnologia e di cooperazione internazionale pacifica.

## Produzione
I filmati furono realizzati dagli astronauti durante una permanenza di quindici mesi sulla Stazione spaziale internazionale. Il regista e gli astronauti realizzarono questo documentario con l'intenzione di far provare agli spettatori l'effetto della veduta d'insieme. Il film è narrato dall'attrice Jennifer Lawrence; quest'ultima ha descritto A Beautiful Planet  come "una lettera d'amore indirizzata alla Terra."